# Osvaldo Padilla
Osvaldo Padilla (sinh 1942) là một giám mục, sứ thần Tòa Thánh người Philippines của Giáo hội Công giáo Rôma. Ông nguyên là Sứ thần Tòa Thánh của nhiều nước Châu Á như: Hàn Quốc, Sri Lanka, Mông Cổ. Ngoài ra còn là Sứ thần Tòa Thánh tại nhiều quốc gia tại các châu lục khác nhau như: Sứ thần Tòa Thánh tại Panama, Costa Rica và Nigeria.

## Tiểu sử
Tổng giám mục Sứ thần Padilla sinh ngày 5 tháng 8 năm 1942 tại Sogod, Philippines. Sau quá trình tu học dài hạn tại các chủng viện, ngày 20 tháng 2 năm 1966, ở tuổi 24, Phó tế Padilla được truyền chức linh mục.
Ngày 17 tháng 12 năm 1990, Tòa Thánh loan tin rằng Giáo hoàng đã quyết định chọn linh mục Osvaldo Padilla làm Tổng giám mục Hiệu tòa Pia, chức danh Sứ thần Tòa Thánh tại Panama. Tân sứ thần đã được nhanh chóng cử hành nghi lễ tấn phong vào ngày 6 tháng 1 năm 1991. Ba giáo sĩ tham dự vào nghi lễ tấn phong gồm có chủ phong là đương kim Giáo hoàng Gioan Phaolô II. Hai vị khác phụ phong gồm Tổng giám mục Giovanni Battista Re, Chánh Văn phòng Quốc vụ khanh Tòa Thánh và Tổng giám mục Justin Francis Rigali, Tổng trưởng Thánh bộ Giám mục, Chủ tịch Uỷ ban Giáo hoàng về Châu Mỹ Latinh.
Hơn ba năm sau nghi lễ tấn phong, năm 1994, Tòa Thánh ra thông cáo, qua đó thuyên chuyển Tổng giám mục Padilla làm Sứ thần Tòa Thánh tại Sri Lanka. Bốn năm tại Sri Lanka qua đi với quyết định của Tòa Thánh ấn kí ngày 22 tháng 8 năm 1998, với thông bố điều chuyển ông về làm Sứ thần Tòa Thánh tại Nigeria, một quốc gia Châu Phi.
Sau nhiều năm phục vụ tại Châu Á, rồi đến châu Phi, ngày 31 tháng 7 năm 2003, Tòa Thánh ra tuyên bố thuyên chuyển vị sứ thần Padilla về lại Trung Mỹ, làm Sứ thần Tòa Thánh tại Costa Rica. Năm năm nhiệm kì lại chấm dứt, ngày 12 tháng 4 năm 2008, Tòa Thánh chọn Padilla làm Sứ thần Tòa Thánh mới cho Hàn Quốc. Hai tuần sau đó, ngày 26 tháng 4, Tòa Thánh thông báo chọn Tổng giám mịc Padilla kiêm nhiệm thêm chức Sứ thần Tòa Thánh tại Mông Cổ. Vị sứ thần Tòa Thánh thực hiện các nghi thức ngoại giao trong hơn 25 năm, được cho hồi hưu, ở tuổi 75, theo Giáo luật vào ngày 15 tháng 9 năm 2017.